# Gusztáv két arca
A Gusztáv két arca a Gusztáv című rajzfilmsorozat negyedik évadjának harmadik része.

## Rövid tartalom
A napközben rettegett főnök, zord családapa – este a fürdőszobában leveti nappali énjét és gyerekké válik.

## Alkotók
- Írta és rendezte: Jankovics Marcell
- Dramaturg: Lehel Judit
- Zenéjét szerezte: Pethő Zsolt
- Operatőr: Henrik Irén
- Kamera: Cselle László
- Hangmérnök: Bársony Péter
- Vágó: Czipauer János
- Tervezte: Vásárhelyi Magda
- Háttér: Herpai Zoltán
- Képterv: Kovács István
- Rajzolta: Orbán Anna, Rosta Géza
- Színes technika: Kun Irén
- Gyártásvezető: Doroghy Judit
- Produkciós vezető: Imre István

A Magyar Televízió megbízásából a Pannónia Filmstúdió készítette.